# Wydra (Silésie)
Pour les articles homonymes, voir Wydra.
Wydra est une localité polonaise de la gmina de Wręczyca Wielka, située dans le powiat de Kłobuck en voïvodie de Silésie.